# Persea fulva
Persea fulva är en lagerväxtart som beskrevs av Kopp. Persea fulva ingår i släktet avokador, och familjen lagerväxter. Utöver nominatformen finns också underarten P. f. strigosifolia.